# Arnel Tači
Arnel Tači (* 3. Mai 1986 in Kozarac, Jugoslawien) ist ein deutscher Schauspieler.

## Leben
Arnel Tači kam während des Bosnienkriegs (1992–1995) als Flüchtling mit seinen Eltern und seinem jüngeren Bruder nach Deutschland. Die Familie lebte drei Jahre in einer Flüchtlingsunterkunft in Berlin-Weißensee, bevor Tači in Berlin-Hellersdorf aufwuchs. Dort besuchte er die hiesige Ernst-Haeckel-Schule.
Tači stand erstmals für den Kinofilm Paule und Julia (2002) vor der Kamera. Es folgten Rollen in verschiedenen Fernsehfilmen und Fernsehserien wie zum Beispiel 2004 in Ein starkes Team: Sicherheitsstufe 1, 2005 in Im Namen des Gesetzes – Hilflos, dem Kurzfilm Namus, 2006 in Blackout – Die Erinnerung ist tödlich sowie in Allein unter Töchtern. 2006 war er als Crille in Detlev Bucks Knallhart im Kino zu sehen. Im 2006 wirkte er in einer Episode von Abschnitt 40 mit und spielte eine Episodenhauptrolle in Die Familienanwältin. Auch weitere Rollen in Filmen wie Leroy oder Honig im Kopf folgten.
In den Jahren 2005 bis 2008 stand Tači in der Serie Türkisch für Anfänger als Costa Papavassilou vor der Kamera. 2009 war er mit seinem Türkisch-für-Anfänger-Kollegen Elyas M’Barek bei Doctor’s Diary zu sehen. 2010 und 2012 hatte er je einen Gastauftritt in der Serie Danni Lowinski. Im Kinofilm Türkisch für Anfänger von 2012 war er ebenfalls zu sehen.

## Filmografie (Auswahl)
- 2002: Paule und Julia
- 2004: Ein starkes Team (Fernsehreihe, Folge Sicherheitsstufe 1)
- 2005: Im Namen des Gesetzes (Fernsehreihe, Folge Hilflos)
- 2005: Namus (Kurzfilm)
- 2006–2008: Türkisch für Anfänger (Fernsehserie, 46 Folgen)
- 2006: Blackout – Die Erinnerung ist tödlich (Miniserie, 2 Folgen)
- 2006: Knallhart
- 2006: Abschnitt 40 (Fernsehserie, Folge Dienstwaffen)
- 2006: Die Familienanwältin (Fernsehserie, Folge Ehrensache)
- 2007: Leroy
- 2007: Allein unter Töchtern (Fernsehfilm)
- 2008: Einer bleibt sitzen (Fernsehfilm)
- 2009: Allein unter Schülern (Fernsehfilm)
- 2009: Tatort (Fernsehreihe, Folge Familienaufstellung)
- 2009: Doctor’s Diary (Fernsehserie, 2 Folgen)
- 2010: Zivilcourage (Fernsehfilm)
- 2010: Schurkenstück (Fernsehfilm)
- 2010: Notruf Hafenkante (Fernsehserie, Folge Loverboy)
- 2010, 2012: Danni Lowinski (Fernsehserie, 2 Folgen, verschiedene Rollen)
- 2011: Schimanski (Fernsehreihe, Folge Schuld und Sühne)
- 2011: Eisblumen
- 2012: Türkisch für Anfänger
- 2012: Willkommen im Krieg (Fernsehfilm)
- 2012: Lotta & die großen Erwartungen (Fernsehfilm)
- 2014: Tatort (Fernsehreihe, Folge Kopfgeld)
- 2014: Der Knastarzt (Fernsehserie, Folge Ausbruch)
- 2014: Honig im Kopf
- 2014: Dating Daisy (Fernsehserie, 16 Folgen)
- 2015: Einfach Rosa (Fernsehreihe, Folge Die Hochzeitsplanerin)
- 2015: Nachtschicht (Fernsehreihe, Folge Wir sind alle keine Engel)
- 2016: 1000 Mexikaner (Fernsehfilm)
- 2016: Einfach Rosa (Fernsehreihe, Folge Verliebt, verlobt, verboten)
- 2017: SOKO Stuttgart (Fernsehserie, Folge Pizza Mortale)
- 2017: Letzte Spur Berlin (Fernsehserie, Folge Ehrenamt)
- 2017: Großstadtrevier (Fernsehserie, Folge Eine Dame verschwindet)
- 2017: Brüder (Fernsehfilm)
- 2017: Mordkommission Istanbul (Fernsehreihe, Folge Der letzte Gast)
- 2018: SOKO Hamburg (Fernsehserie, 6 Folgen)
- 2018: Kinderüberraschung (Fernsehfilm)
- 2018: Familiye
- 2018: 13 Uhr mittags
- 2018: In aller Freundschaft (Fernsehserie, Folge Ein verrückter Tag)
- 2019: Beck is back! (Fernsehserie, Folge Drogendealer)
- 2019: Frau Jordan stellt gleich (Fernsehreihe, Folge Ritterinnen und Cowgirls)
- 2019: Bonusfamilie (Fernsehserie, 6 Folgen)
- 2019: Schwester, Schwester – Hier liegen Sie richtig! (Fernsehserie, Folge Kein After-Sex-Bing)
- 2020: Cortex
- 2022: Die Pfefferkörner (Fernsehserie, Folge 5-Millionen-Coup)
- 2022: JGA: Jasmin. Gina. Anna.